# Rolf-Heinz Höppner
Rolf-Heinz Höppner, född 24 februari 1910 i Siegmar-Schönau, Chemnitz, död 23 oktober 1998 i Bad Godesberg, var en tysk jurist och Obersturmbannführer. Han var chef för Sicherheitsdienst (SD), SS:s säkerhetstjänst, i Posen från 1940 till 1944.

## Biografi
Höppner studerade rättsvetenskap vid Leipzigs universitet och avlade statsexamen. Han inträdde i NSDAP år 1931. Höppner ägnade sig initialt åt pressfrågor inom Sicherheitsdienst för att senare arbeta med personal- och organisationsfrågor. 

### Sicherheitsdienst i Posen
Höppner utsågs 1940 till chef för Sicherheitsdienst i Posen i Reichsgau Wartheland. Han var även chef för Umwandererzentralstelle i Posen vilket gjorde honom ansvarig för tvångsemigrationen av judar från Wartheland till Generalguvernementet, den del av Polen som inte införlivades med Tyska riket. Generalguvernementets ståthållare Hans Frank var dock ovillig att ta emot fler judar. Höppner hade order om att etniskt rensa Wartheland på judar och föreslog att man på plats skulle uppföra ett enda gigantiskt läger där de kunde övervakas. De arbetsföra judarna skulle enligt planen axploateras inom kolproduktionen, men Höppner hade ingen lösning beträffande de arbetsoförmögna. Den 16 juli 1941 skrev Höppner ett brev till Adolf Eichmann vid Reichssicherheitshauptamt och menade att det var mera humant att döda dem än att låta dem svälta ihjäl den kommande vintern. Eichmann hade dock inte auktoritet att handha Höppners förfrågan.
| ” | Den här vintern finns det en risk att inte längre alla judar kan livnäras. Det måste allvarligt övervägas huruvida inte den mest humana lösningen skulle vara att med något snabbverkande preparat göra slut på de judar som är arbetsoförmögna. | „ |

### Efter andra världskriget
Höppner greps i juli 1945. I augusti året därpå inkallades han som vittne vid Nürnbergprocessen för att redogöra för Sicherheitsdiensts inblandning i massmordet på judar, romer, partisaner och politiska kommissarier i Baltikum och Sovjetunionen, som förövades av mobila insatsgrupper, Einsatzgruppen.
År 1947 utlämnades Höppner till Polen, där han 1949 dömdes till livstids fängelse; han frisläpptes i december 1956.